# Valle de Abdalajís
Valle de Abdalajís é um município da Espanha na província de Málaga, comunidade autónoma da Andaluzia, de área 21 km² com população de 2955 habitantes (2004) e densidade populacional de 139,74 hab/km².

## Demografia
| Variação demográfica do município entre 1991 e 2004 | Variação demográfica do município entre 1991 e 2004 | Variação demográfica do município entre 1991 e 2004 | Variação demográfica do município entre 1991 e 2004 |
| --------------------------------------------------- | --------------------------------------------------- | --------------------------------------------------- | --------------------------------------------------- |
| 1991                                                | 1996                                                | 2001                                                | 2004                                                |
| 2999                                                | 3081                                                | 2972                                                | 2954                                                |